# 미주리 타협

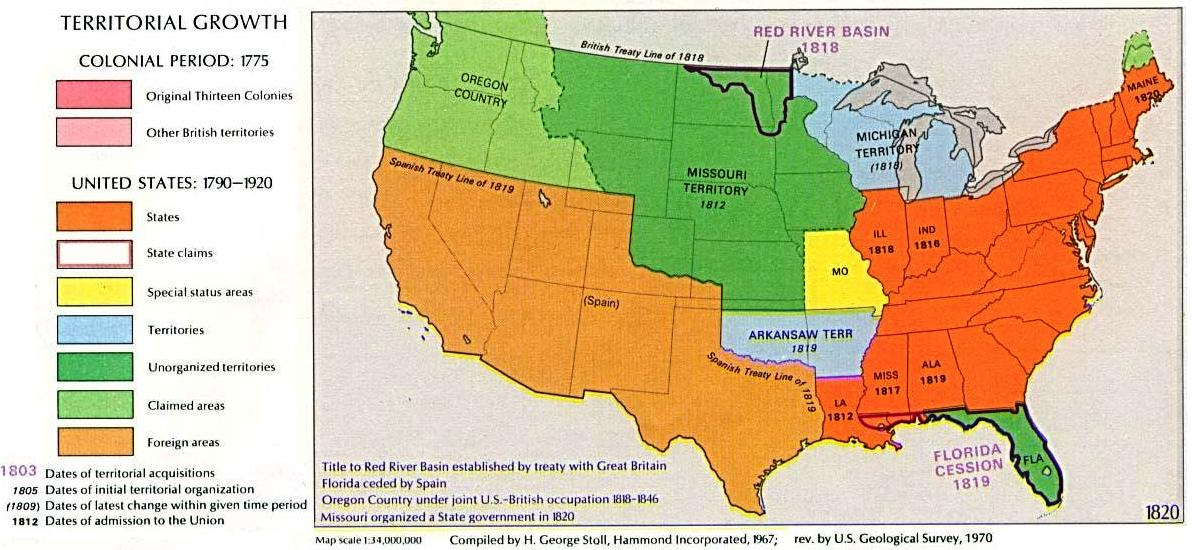
미주리 타협안은 대평원의 조직되지 않은 영역(위의 짙은 녹색)에서 노예제를 금지하고 미주리 주(노란색)와 아칸소 영토(푸른색 지역)에서 허용했다.

미주리 타협(Missouri Compromise)은 1820년에 미주리주(州)의 연방 가입에 관해 북부의 자유주와 남부의 노예주 간에 타협한 협정이다.
1819년 미주리를 연방에 가입시키는 문제가 생겨 매사추세츠주(州)의 월경지인 메인 지구를 자유주인 메인주로 승격 하고 미주리를 노예주로 할 것, 미주리주(州)의 남부 경계인 북위 36도 30분 이북에는 노예주를 설치하지 않을 것, 자유주와 노예주의 수를 동수로 유지할 것 등을 결정하였다.

## 같이 보기
- 1790년 타협
- 1850년 타협
- 남북 전쟁의 원인